# King John
King John ist ein britischer Stummfilm aus dem Jahr 1899. Er gilt als erster Film mit einem Shakespeareschen Sujet.

## Handlung (des Fragments)
King John sitzt auf seinem Thron und erwartet seinen Tod in Swinstead Abbey.

## Hintergrund
Der Film bestand aus mehreren kurzen Szenen aus Herbert Beerbohm Trees Bühnenproduktion von König Johann. Er diente in London als Werbefilm für die Theaterproduktion. Im ausländischen Vertrieb wurde er als Aufnahme einer gefeierten englischen Bühnenproduktion präsentiert.
King John gilt als die älteste Shakespeare-Verfilmung der Filmgeschichte. Sie entstand als Produktion der British Mutoscope and Biograph, eines britisch finanzierten Ablegers der American Mutoscope and Biograph Company.
Der Film bestand ursprünglich aus vier Szenen, von denen nur ein Fragment erhalten geblieben ist, das im Nederlands Filmmuseum aufbewahrt wird.